# Киндрацкий, Богдан Михайлович
Киндра́цкий Богдан Михайлович (27 августа 1959 года, Нагорцы, Львовская область — 23 ноября 2020 года, Москва) — ветеран труда, почётный строитель, почётный работник топливно-энергетического комплекса, заслуженный нефтегазостроитель.
Богдан родился в 1959 году в селе Нагорцы Львовской области в семье колхозников. Отец — Михаил Иванович, мать — Евгения Антоновна, также у Богдана есть старшая сестра Дарья. С ранних лет Богдан помогал родителям по хозяйству, но это не помешало ему закончить хорошо школу и поступить в техникум во Львове по специальности «машинист башенного крана». 1 августа 1977 года получив диплом поступил на работу по специальности, но уже 19 октября 1977 года был призван в ряды Советской армии. Служба проходила далеко от родины — в Хабаровском крае, зачислен в ВДВ, окончил службу в звании сержант.
Богдан Киндрацкий скончался 23 ноября 2020 года после тяжёлой борьбы с COVID-19. Похоронен на Алабушевском кладбище.

## Биография
С 12 марта 1980 года начал свою работу в СУ-4 «Сварочно-монтажного треста». Начинал помощником экскаваторщика, вскоре получив повышение квалификации по данной специальности восемь лет управлял экскаватором. С того момента Богдан Киндрацкий никогда не менял место работы, своей «фирмы», которая была до 30 декабря 1999 года всесоюзным ордена Красного Знамени сварочно-монтажным трестом, а после акционирования стала — ОАО «Сварочно-монтажный трест». Заочно получил высшее образование в сфере менеджмента.
Мелкими шагами, начиная с экскаваторщика в Ужовке, стал начальником участка. Долгое время работал в Ставропольском крае и Мордовии. Помимо проектной работы, велась помощь и примыкающим поселениям, так с 1996 года по 2000 год Богдан был избран депутатом Ильинского сельского Совета по избирательному округу № 1. Благодаря напорству и трудолюбию в 2000 году участок, которым руководил Богдан, выиграл конкурс на прокладку части нефтепровода, входящего в проект «Каспийский трубопроводный консорциум». Так ещё пару лет довелось поработать на объектах: Нарьян-Мар, Харьягинское нефтяное месторождение, продуктопровод Камбарка, Пермь. В канун 2003 года в срочном порядке был вызван генеральным директором — Беляевой Валентиной Яковлевной, для решения проблемы строительства нефтепровода в Санкт-Петербурге, вылетев на место вместе с командой, удалось решить проблемы и уже к маю 75 километров нефтепровода были сданы в эксплуатацию, проблемы состояли в геологии местности — болота и скальные грунты.
С осени 2003 года по середину 2008 года Богдан руководил строительством проекта «Сахалин-2». В то же время стал директором Сахалинского филиала. Данный проект был одним из самых сложных в карьере Богдана. Несмотря на все трудности, Богдану удалось довести проект до финала. С 1 июня 2007 года переведён заместителем генерального директора в аппарат треста в Москве.
Сразу после Сахалина, вторым по значимости объектом стало строительство «Бованенково — Ухта». После «Сахалин-2» для всего коллектива, данный проект не представлял больших трудностей, строительство шло по плану.
Следующим крупным проектом стало строительство «Южного потока» в Краснодарском крае, непосредственно со своей командой Богдан Михайлович летал к партнёрам в Сербию по данному проекту для обсуждения деталей, но в связи с политической обстановкой в то время пришлось заморозить данный проект. Тогда был предложен проект «Турецкий поток», часть которого и строил «Сварочно-монтажный трест» под руководством Богдана Киндрацкого.
Сразу же после строительства «Турецкого потока» фирма выигрывает тендер на строительство части «Северного потока — 2», его протяжённость — 90 километров, но и с этой задачей Богдан как начальник объекта справляется и сдает все в проектный срок.
Последним объектом стало строительство компрессорной станции в Шексне.

## Семья
- Супруга — Ирина Киндрацкая.
- Старший сын — Олег Киндрацкий.
- Младший сын — Михаил Киндрацкий.